# 楢崎勤
楢崎 勤（ならさき つとむ、1901年11月7日 - 1978年12月1日）は、昭和期の日本の編集者、小説家。
山口県萩市生まれ。同志社大学中退。1925年新潮社に入社、『新潮』の名編集者として鳴らし、太平洋戦争末期の1944-45年には、言論活動や出版が困難な時期に編集長として舵を取った。その一方で新興芸術派の小説家としても活動、戦後まもなくは、太宰治の担当だったことで知られる。のち読売新聞記者に移籍した。

## 著書
- 相川マユミといふ女 新潮社 1930 (新興芸術派叢書)／復刊 ゆまに書房 2000
- 神聖な裸婦 新潮社 1930.4 (新興芸術派叢書)／復刊 ゆまに書房 2000
- 肉体の画廊 新潮社 1933
- グレェタ・ガルボ 新潮社 1934
- わが歌に翼ありせば 慈雨書洞 1936
- 蘆 青木書店 1940
- 希望 三笠書房 1940
- 美しき日 甲子社書房 1943.2
- 若樹 国民図書刊行会 1945 (少国民文芸選)
- 文學鑑賞 世界名著の人と作品 光風館 1947.2 (女性新書)
- 別れの港 ポプラ社 1949
- 女性のための文学鑑賞 ジープ社 1950
- 作家の舞台裏 一編集者のみた昭和文壇史 読売新聞社 1970

### 伝記
- 大村彦次郎『ある文藝編集者の一生』筑摩書房 2002.9
  - 新版『文壇さきがけ物語 ある文藝編集者の一生』ちくま文庫 2013.9